# Mieczysław Mijal
Mieczysław Mijal vel Mijał (ur. 25 maja 1896 w Podwołoczyskach, zm. 23 lipca 1920 pod Staromiejszczyzną) – żołnierz Legionów Polskich, armii austriackiej i porucznik Wojska Polskiego, uczestnik I wojny światowej i wojny polsko-bolszewickiej, kawaler Orderu Virtuti Militari.

## Życiorys
Urodził się w rodzinie Stanisława i Marii z Witwickich. Był młodszym bratem Zenona Leopolda ps. „Roland” (ur. 1895), legionisty, odznaczonego Krzyżem Niepodległości.
Absolwent seminarium nauczycielskiego w Stryju. Od 1912 należał do drużyn strzeleckich. Od 4 sierpnia 1914 w Legionach Polskich jako żołnierz 2 kompanii I batalionu 1 pułku piechoty Legionów Polskich.
„Szczególnie odznaczył się w bitwie pod Kamieniem, gdzie wraz ze swoją sekcją wziął do niewoli ponad 20 jeńców. W ataku na Jabłonkę /październik 1915/ zdobył karabin maszynowy oraz wziął do niewoli d-cę kompanii rosyjskiej. Za te czyny został odznaczony Order Virtuti Militari”.
Ranny pod Stryjem w listopadzie 1915. Po kryzysie przysięgowym od listopada 1917 został wcielony do armii austriackiej w której walczył na froncie włoskim i gdzie przeszedł wraz z całym plutonem 101 pułku piechoty na stronę włoską. Wstąpił do Błękitnej Armii we Francji z którą wrócił do Polski. Po powrocie w szeregach Wojska Polskiego walczył na froncie wojny polsko-bolszewickiej w składzie 42 pułku piechoty. Poległ 23 lipca 1920 w walce niedaleko stron rodzinnych pod Staromiejszczyzną. Został pochowany na cmentarzu w Podwołoczyskach. Pośmiertnie awansowany do stopnia kapitana. Był kawalerem.

## Ordery i odznaczenia
- Krzyż Srebrny Orderu Wojskowego Virtuti Militari nr 7229 – 17 maja 1922[9][10][11][1][12]
- Krzyż Niepodległości – pośmiertnie 4 lutego 1932 „za pracę w dziele odzyskania niepodległości”[13][6][1]
- Krzyż Walecznych czterokrotnie[1]